# Esad Jogić
Esad Jogić (Prijedor, 11. svibnja 1941.), hrvatski je književnik. Piše pjesme i prozu (pripovijetka). Po struci je grafički inženjer. Djeluje u Zagrebu, u kojem i danas živi.

## Životopis
Esad Jogić rodio se je 1941. godine u Prijedoru. U rodnom gradu pohađao je osnovnu školu. U Zagrebu je pohađao Grafički fakultet, na kojem je diplomirao 1984. godine. Bio je drugi u svojoj generaciji, a time je bio prvim diplomiranim grafičkim inženjerom u Bosni i Hercegovini.
Na hrvatsku je književnu pozornicu stupio dvama poetskim naslovima ranih 1980-ih, a početkom 1990-ih aktivnije se uključio u hrvatsku književnost.
Jednim je od autora koji je pisao djela na temu Domovinskog rata. Kuriozitet je da se njegov roman na tu temu Mrtvi vlak, nastavlja na roman jednog drugog književnika, roman Mrežu Vjekoslava Tomašića.
Članom je Društva hrvatskih književnika, Matice hrvatske i Jutra poezije. 

## Djela
Napisao je desetak knjiga. Prozne uradke i pjesme je objavio u nekolicini dnevnih listova i časopisa, kao što su Hrvatsko slovo, Glas Koncila, Republika, Večernji list, Smib, Behar i Most - The Bridge. 
Djela su mu prevedena na ine jezike, a neka su ušla u encilopedije i antologije.
- Fratar Anđel i druge priče
- Put u izlazak
- Tri žene i fratar
- Suze na licu vremena, 2007.
- Mrtvi vlak, roman
- Glumica, zbirka pripovijedaka
- Drinske mučenice, 2015

## Vanjske poveznice
- Jutro poezije[neaktivna poveznica] Esad Jogić